# Кеик (муж Алкионы)
Кеик (др.-греч. Κήϋξ) — персонаж древнегреческой мифологии.

## Сведения
Сын Эосфора (либо Геспера и Филониды). 
Именуется сыном Эола. 
Муж Алкионы.
Называл жену Герой, а она мужа — Зевсом. За это Зевс превратил его в чайку, а её в зимородка. 
По другому рассказу, Кеик отправился к Аполлону в Клар, погиб при кораблекрушении. Его жена бросилась в море, и они оба стали зимородками.